# 拉斯弗兰克萨斯-德尔巴列斯
拉斯弗兰克萨斯-德尔巴列斯（西班牙語：Las Franquesas del Vallés），是西班牙加泰罗尼亚巴塞罗那省的一个市镇。总面积30平方公里，总人口13007人（2001年），人口密度434人/平方公里。